# Lista de obras de Giambattista Pittoni

## Pinturas
- No Louvre Museum, Paris:
  - Cristo concede chaves do paraíso para St Peter
  - Continência de Scipio (1733-1735)
  - Susana e os Velhos (1723-1725)
  - Tombeau allégorique de l'Archevêque John Tillotson (1630-1694), (1726-1727)
  - Baco e Ariadne (1720-1725)
  - Marte e Vênus (1720-1725)
  - Sacrifício de Polyxena no Túmulo de Aquiles
  - Dido funda Carthage
- Sacrifício de Polyxena, Museu Hermitage, St Petersburg, Rússia; óleo sobre tela, 129 x 94 cm
- Sagrada Família, Metropolitan Museum of Art, New York, Estados Unidos
- Susana e os Velhos (1720), Metropolitan Museum of Art, New York City, Estados Unidos
- Natividade  (1740), Galeria Nacional, Londres, Reino Unido
- Sacrifício de Polyxena (1733-1734), Getty Museum, Los Angeles, Estados Unidos
- Milagre dos pães e dos peixes (1725), National Gallery of Victoria, Melbourne, Austrália; óleo sobre tela, 120.1 x 178.5 cm
- Visão de Santo Antônio de Pádua (1730), San Diego Museum of Art,  Balboa Park, Califórnia, Estados Unidos; 35 1/2 pol. x 23 1/4 in.
- Death of Sophonisba, Museu Pushkin, Moscovo, Rússia; óleo sobre tela, 165 x 214 cm
- Descanso na Fuga para o Egito (1725), Museu Thyssen-Bornemisza, Madrid, Espanha; óleo sobre tela, 108 x 135 cm
- A Família (La Familia, 1720), óleo sobre tela, 60 x 73 cm, coleção privado
- Alegoria da Pintura e Escultura, Accademia, Veneza, Itália
- Anunciação (1758), Accademia di Belle Arti di Venezia, Veneza, Itália
- Penitente Magdalene (1740) Accademia, Veneza, Itália; óleo sobre tela, 48 x 38 cm
- Descida da Cruz,  Palácio da Legião de Honra (1750 c.), San Francisco, Califórnia, Estados Unidos
- Hagar no deserto, a Igreja de Frari, Veneza, Itália; Óleo sobre tela
- Justiça e Paz, Ca' Pesaro, Veneza, Itália; Afresco
- Jupiter proteger Justiça, A Paz e da Ciência, Plafonds decoração, Ca' Pesaro, Veneza, Itália
- Cristo e St Peter, Ashmolean Museum, Oxford, Reino Unido
- A morte de Joseph, Berggruen Museu em Palácio de Charlottenburg, Galeria Nacional, Berlim, Alemanha, óleo sobre tela, 97 x 79 cm
- Madonna das Dores, Museu Gemäldegalerie ( Stiftung Preussischer Kulturbesitz), Berlim, Alemanha
- Encontrar de Moses (c. 1730), Portland Art Museum, Oregon, Estados Unidos
- Monumento alegórico para a glória de Isaac Newton (c. 1727-1729), Museu Fitzwilliam, Cambridge, Inglaterra, Reino Unido
- St Elizabeth distribuindo esmolas (1734), Museu de Belas Artes de Budapeste, Budapeste, Hungria; óleo sobre tela, 72 x 43 cm
- Martírio de St Thomas, a Igreja de San Stae, Veneza, Itália
- São Pedro, Kunsthalle de Hamburgo, Alemanha
- Sacrifício de Isaac (1720), a Igreja de San Francesco della Vigna, Veneza, Itália; óleo sobre tela, 118 x 155 cm
- São Jerônimo e São Pedro de Alcântara  (1725), National Gallery of Scotland, Edimburgo, Escócia, Reino Unido; óleo sobre tela, 275 x 143 cm
- Davi e Bate-Seba, 74 x 64 cm
- St Roch (1727), Museu de Belas Artes de Budapeste, Budapeste, Hungria; óleo sobre tela, 42 x 32 cm
- Natividade, Musée des Beaux-Arts, Quimper, na Bretanha, França; óleo sobre tela, 74 x 56 cm
- Apedrejamento de St Stephen, segundo retrato esquerda de altar da Igreja de S. Maria Diessen, Alemanha
- Morte de Agripina e Death of Seneca, Dresden Gallery, Alemanha
- Eliezer e Rebecca (1725 c.), Musée des Beaux-arts, Bordeaux, França
- Enthroned Madonna and Child venerada por São Pedro e São Pio V  (1723-1724), a Igreja de Santa Corona, Vicenza, Itália
- Madonna com santos, a Igreja de San Germano dei Berici, Itália
- Diane e Acteon (1725 c.), Palazzo Chiericati, Vicenza, Itália; óleo sobre tela, 147 x 197,5 cm
- Sacrifice por Jefté, Museo di Palazzo Reale, Genoa, Itália
- Retrato do Cardeal Bartolomeo Roverella, Accademia dei Concordi, Rovigo, Itália
- Saints apresentando uma mulher devota a Virgin and Child, Cleveland Museum of Art, Estados Unidos
- Anunciação, Städelsches Kunstinstitut, Alemanha
- Martírio de St Clement: Esboço para Altar em Clemenskirche, Muenster, exibido em Uppsala Universitet Konstsamling, Suécia
- Martirio di san Lorenzo (Pittoni), Chiesa di San Sisto, Piacenza
- Madonna col bambino e i Santi (Pittoni), Museo di Castelvecchio, Verona
- Tête de la Vierge (Pittoni) (Head of the Virgin), Musée des Beaux-Arts de Strasbourg, Francia
- Madonna and Child with two angels (Pittoni), National Museum in Warsaw, Poland
- Predigt Johannes des Täufers (Pittoni), Bavarian State Painting Collections, Germany